# 1999年奧里薩氣旋
1999年奥里萨气旋(IMD指定为BOB 06，联合台风气象中心指定为05B),是北印度洋有记录以来最强烈的热带气旋，也是该地区最具破坏性的热带气旋之一。1999年奥里萨邦气旋于10月25日在西北太平洋形成热带低压，尽管它的起源可以追溯到四天前西北太平洋的一个对流区,扰动沿着西北偏西的路径逐渐增强，進入印度洋，次日达到气旋风暴强度。得益于非常有利的条件，风暴开始爆发性增强且在10月28日达到超强气旋风暴强度，在第二天达到巅峰前风速为 260 公里/小时（160 英里/小时）和创纪录的低压为 912 毫巴（hPa；26.93 英寸汞柱）。风暴于10月29日在保持了这种强度时在奥里萨登陆。由于持续的陆地相互作用和干燥的空气气旋稳步减弱，保持准静止两天，然后作为一个弱得多的系统慢慢地漂向离岸；风暴于11月4日在孟加拉湾上空消散。

虽然它的主要影响是在印度的局部地区感受到的，但超级气旋的外围也影响了缅甸和孟加拉国。前十人因此而丧命,另外的两人则是被风暴的雨带给害死，这场风暴是 20 世纪袭击奥里萨的最极端的风暴，风暴潮、强风和暴雨袭击了该州和邻近地区。风暴的影响加剧了不到两周前袭击同一地区的极强气旋风暴造成的破坏。5–6米（16–20 公尺）的浪涌将水带到内陆 35公里（20英里），伴随而来的是沿海废墟和淹没的小镇和村庄，潮汐与大雨相互结合导致大面积洪水泛滥， 约160万所房屋受到损坏并导致20,005条防洪堤被冲走。风暴的影响摧毁了许多农作物，包括甘蔗、水稻和其他冬季收成。尽管对死亡人数的估计差异很大——有时暗示有 30,000人死亡——但印度政府统计了该国的死亡人数为9,887，其中大部分是由风暴潮引起的；贾格辛格布尔有8,000多人死亡。超强气旋风暴造成的破坏总损失达44.4亿美元。

风暴过后恢复工作非常广泛。印度政府向奥里萨邦政府拨款30亿卢比（6930万美元），补充早期为缓解早期飓风所做的贡献。印度武装部队的各个部门被派去协助恢复工作。外国政府捐款近1300万美元，其中一半以上由美国分配。除了国内外政府的捐助，12到14个国际慈善机构同时参与了风暴过后的救灾工作。

## 氣象歷史
尽管风暴在安达曼海形成了热带气旋，1999 年奥里萨邦气旋的起源可以追溯到10月21日在苏禄海开始发展的对流。尽管有一些发展迹象，但风切变抑制了外流并阻止了任何重要的组织。一路向西，扰动在南中国海遇到了更有利的环境；因此雷暴活动也开始不断的增加。在这些变化的推动下，JTWC于10月23日，UTC时间02:00发布了热带气旋形成警报(TCFA)。然而，在风切变在泰国湾重新出现之前，该系统未能进一步发展，导致对流减弱并导致这警报也随之取消.10 月 24 日，风暴穿过马来半岛并于次日 03:00 UTC 进入安达曼海。.虽然环境对热带气旋的发展仍然处于不利，扰动渐渐组织并发展出公平的外流、强雨带和额外的对流。10 月 25 日 06:00 UTC，该系统在布莱尔港以东 550 公里（340 英里）处形成了热带低压。因此印度气象局 (IMD) 将该系统指定为 BOB 06。随着风暴现在稳定地组织起来，JTWC 于10月25日UTC 时间 19:30 再次发布了 热带气旋形成警报；次日早些时候，IMD评估称初生的低气压已增强为气旋风暴。IMD.当时，风暴位于缅甸仰光東南偏南 325 公里（200 英里）处。

在其东北上山脊的转向影响下,BOB 06 开始走更西北的航线。山脊还为加强提供了一个非常有利的环境，并最终位于加强的气旋风暴之上，减缓气旋并使其产生良好的外流。有了这些条件bOB 06正进入了快速增强阶段，比气候速率更快地加强。BOB 06 于10月27日 UTC 时间 03:00 增强为强烈气旋风暴，仅在 9小时后达到极强气旋风暴强度，风暴中心位于孟加拉吉大港市以南 650 公里（405 英里）处。10月28日早些时候，在可见卫星图像上出现了一只清晰的风眼，当天15:00 UTC，IMD将BOB 06归类为超强气旋风暴，为IMD 气旋规模的最高评级。经过使用德沃夏克分析法，IMD 估计 BOB 06 在三小时后达到了巅峰强度，最大持续风速为260公里/(小时160英里/小时），最低气压为 912 毫巴（hPa；26.93 英寸汞柱）；这使得 BOB 06 成为北印度洋里有史以来最强的热带气旋，当时持续风的气压与孟加拉湾的其他两个已知气旋相当匹配。当时，1977年安德拉邦气旋是该地区唯一具有可和这强度比肩的风暴。虽然风暴的组织和外观随着它接近陆地而分散，BOB 06的强度一直保持着稳定不变，直到它于10月29日UTC时间06:00在普里和肯德拉帕拉之间的奥里萨海岸登陆。

而不是像预测的那样移动到内陆，由于位于两个上层反气旋之间的弱转向区域内，这场热带气旋在齋浦爾沿海地区上空变得准静止。风暴仍然位于陆地上空，随着干燥空气开始平流进入其环流使风暴逐渐减弱，10月30日降格为气旋风暴。干燥空气的夹带将雷暴活动限制在系统东北部的单体雨带中。很快，减弱的风暴被夹在对流层中，诱导向南漂移，将 BOB 06 带回孟加拉湾。这场气旋在水上继续减弱，随着IMD于10月31日停止监测风暴；JTWC也在一天后取消监测，残余的低压系统继续在该区域周围徘徊数天，最终随之消散在于海中。

## 防灾措施

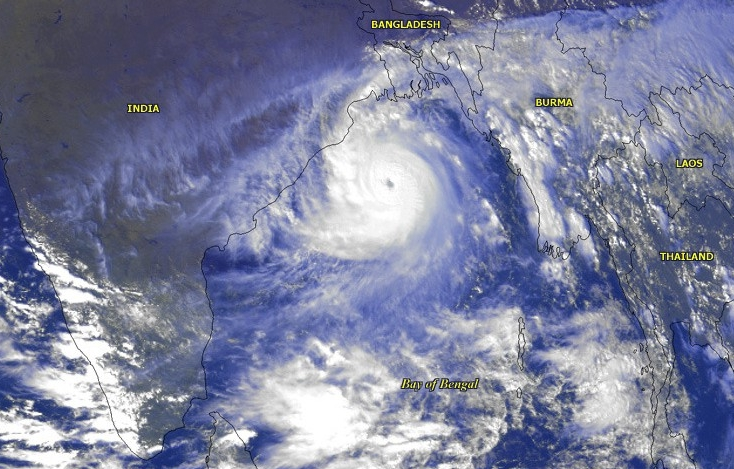
奥里萨邦气旋于 10 月 28 日迅速增强。当时就已归类为极强气旋风暴。

印度气象部门在风暴来临期间定期发布气旋警告公告，第一次是在10月26日提交给安达曼和尼科巴群岛首席秘书的；第一份公告指出了潜在影响，并建议渔民不要冒险出海。并对这些岛屿的居民发出了六次警告，最后一次于 10月27日在风暴向北部和西部移动后发布。由于风暴预报路径的一开始是不确定的，10 月 27 日，印度大陆海岸的第一批警告涉及安得拉邦北部、奥里萨邦和西孟加拉邦。从 10 月 28 日开始，全印电视台和全印度广播电台每小时发布一次气旋公告。 这些警告最终将范围缩小到受影响的地区，奥里萨邦的最后一次警告于10月31日发布。

印度农业与合作部(DAC)是1999年奥里萨邦飓风期间协调准备和救援工作的主要行政机构。风暴形成后，DAC要求安得拉邦、奥里萨邦和西孟加拉邦的首席秘书和救援专员开始风暴准备工作，并在必要时启动疏散。奥里萨邦的疏散涉及居住在五个地区海岸线 10 公里（6 英里）范围内的近 150,000 人。六个区维持着由印度的红十字会运营的 23 个永久性飓风避难所，最终可容纳 30,000 名撤离人员。在[[帕拉迪普]港]，十二艘停靠的船只被疏散到海上以避免气旋。在邻近的西孟加拉邦，有 20 万人从该州脆弱的低洼岛屿撤离。印度军队处于待命状态，粮食供应在易发地区储备。并取消了预计受气旋影响地区的火车服务、

## 影响

### 缅甸和孟加拉
在缅甸，10人丧生和2万户家庭流离失所。
从孟加拉南部掠过，1999 年奥里萨超强气旋风暴北缘席卷全国，并造成两人死亡，最初导致200名渔民失踪。根据报道，房屋遭到严重损坏。

### 印度
奥里萨邦遭受了与气旋 BOB 06 相关的最灾难性破坏，该气旋被认为是该州20世纪最严重的气旋。就在11天前，一场非常极强气旋风暴袭击了附近地区，使损害更加严重。奥里萨邦十二个区遭受严重破坏，基本服务完全中断。其中是巴拉塔克，巴拉索尔，丹卡那尔，贾加青加普，斋普尔，肯德拉帕拉，肯杜贾，科尔达，普里，马尤布汉杰和那亚加尔。其中，贾加青加普 的Erasma和古姜地区的影响最严重。共有1290万人受到风暴的影响；尽管印度气象部门表示约有9,887人遇难，另有40人失踪，2,507人受伤，但对风暴死亡人数的估计差异很大。这些死亡大多数发生在贾格辛格布尔。其中有8,119人死亡。(EM-DAT)灾害数据库显示，有10,915人丧生。然而，其他估计表明死亡人数可能高达30,000。风暴的影响而导致14,643个村庄和97个街区的 160 万所房屋被摧毁。反过来，有250万人被隔离。共有 18,420平方公里7,110平方英里）的农田受到影响，还报告共有了444,000头家畜受到重创。甘蔗作物与其他[[哈利夫pp 和 拉比作物一起被摧毁。 大约200万吨（220万吨）的冬稻作物被毁。破坏性气旋造成的总损失达44.444亿美元。
沿着奥里萨邦海岸，气旋产生了 5-6 米（16-20 英尺）的风暴潮，将水带到内陆35公里（20英里）处，淹没了大片沿海地区。印度城市发展部估计风暴潮的峰值高度为 6.7 m（22英尺）。报告了一次目视估计的 9 m (30 ft) 风暴潮；然而，这个估计被确定太高了。 无论如何，由于所有潜在的仪器都被风暴摧毁了，因此不存在对峰值风暴潮的现场测量。与1999年奥里萨邦飓风有关的大部分死亡事件是风暴潮造成的，大约有7,000人死亡。 剧烈的波浪作用使9,085艘渔船沉没，造成22,143张渔网损失。一些拖网渔船被运送并存放在内陆 1.5-2.0 公里（0.9-1.2 英里）。通往帕拉迪普 (Paradip) 的 4 公里（2.5 英里）路段被沙丘覆盖，沙丘高1米（3.3 英尺），宽0.5公里（0.3 英里）。帕拉迪普港的多个部件受到严重损坏，包括各种仓库及其电力传输系统，但其核心基础设施完好无损。 港口的损失估计约为3亿卢比（690 万美元}。风暴潮几乎摧毁了帕拉迪普登陆点附近的所有房屋。在戈帕尔普尔，27个村庄被洪水淹没。在安得拉邦南部48艘拖网渔船沉没。根据报道，在西孟加拉邦北部，房屋遭到严重破坏，米德纳波雷 (Midnapore) 造成30人受伤。
帕拉迪普和布巴内斯瓦尔的气象站在仪器出现故障前均记录到持续150公里/小时（95英里/小时）的风速。当气旋向北经过时，普里的风速为175公里/小时（110英里/小时）。强风损坏了普里和肯德拉帕达的电线，连根拔起的树龄超过50年。全州倒塌的电力线切断了奥里萨邦与世界其他地区之间的通信超过 24 小时，并导致大面积停电。据南方电力供应公司称，飓风对电网造成的损失总计 3.3 亿卢比（440万美元）。在陆地上空停顿，奥里萨邦气旋降下暴雨，24小时降雨量有时超过20毫米（7.9英寸）； Paradip 在 24 小时内记录了53毫米（20.9英寸）。在风暴经过的过程中，奥里萨邦大片地区的总降雨量超过60毫米（23.6英寸)。记录的最高降雨总量记录在 Oupada，在三天内测量到 95.5 厘米（37.60 英寸）的降雨。据估计，风暴造成的洪水已造成约2,000人死亡。大雨将茅草屋夷为平地，道路和其他基础设施受损。在七个受灾最严重的地区，超过70%的房屋被毁；其中大部分是茅草屋，尽管10-15%的非茅草屋顶房屋也被摧毁。大约有11,000所学校遭到严重破坏或摧毁。该地区的所有主要地区道路要么被冲毁，要么被吹倒的树木堵塞。 在布巴内斯瓦尔，60%的树木被风雨夷为平地；航测显示，整个城市都被洪水淹没。邻近地区几乎被剥夺了所有的树木覆盖。直到11月8日，这座城市一直断电。影响深远的风暴潮和大雨引起的洪水使科纳尔克在登陆后六天都被淹没在齐膝深的水里。]在四天的时间里，过多的降雨导致白塔拉尼河、婆罗门河、布达巴兰加河、哈拉苏阿河和萨兰迪河泛滥，造成20,005处防洪堤决口和6处水头损坏。混合工业化学品涌入浴池后，数千人遭受化学灼伤。维护世界上最大的磷酸氢二铵工厂的奥斯瓦尔化学品和肥料报告说该设施遭到严重损坏。在受影响最严重的五个地区，所有电动水泵都被禁用，但手动泵仍然存在。

## 善后
| 国家     | 捐助 (USD)  | 来源 |
| -------- | ----------- | ---- |
| 澳大利亚 | $191,700    |      |
| 加拿大   | $203,964    |      |
| 丹麦     | $64,361     |      |
| 欧洲联盟 | $2,102,000  |      |
| 芬兰     | $176,955    |      |
| 德国     | $234,447    |      |
| 荷兰     | $238,554    |      |
| 新西兰   | $99,823     |      |
| 瑞典     | $121,959    |      |
| 瑞士     | $845,236    |      |
| 英国     | $1,300,000  |      |
| 美国     | $7,482,000  |      |
| 总共     | $13,060,999 |      |

印度政府在气旋过境后宣布了全国灾难，尽管最初没有预料到国际呼吁。飓风造成的破坏预计将导致长达六个月的正常生计完全丧失。各种卫生基础设施遭受的破坏导致传染病爆发的风险增加；事实上，风暴影响后腹泻和]]霍乱]]的发病率有所增加。在这场气旋登陆后的一个月内，奥里萨邦政府报告了 22,296 例腹泻病例。由于缺乏了在风暴前完成疫苗接种，该地区更容易感染疾病，引发对潜在麻疹爆发的担忧。风暴影响引起的疾病爆发在2000年2月趋于平稳。对于大多数地点，最初的电信和铁路运营损失在几天内就恢复正常。

印度总理[[]阿塔尔·比哈里·瓦杰帕伊]]宣布向奥里萨邦政府拨款了共30亿卢比（6930 万美元），补充早先的 5,950 万美元拨款，用于缓解 10 月初袭击该地区的气旋。。然而，奥里萨邦政府要求作出更大的 50 亿卢比（7330 万美元）的救济承诺，以及 25 亿卢比（3.667 亿美元）的康复承诺，中央政府还考虑成立一个自然灾害管理部门来处理气旋所造成的破坏。最终，在国防部的指挥下成立了一个“高功率特遣队”，以提供康复支援。印度陆军派出步兵、工程师和信号分队协助救灾，其中包括一个由 0辆救护车和340名医生组成的野战医疗队。AF的直升机从10月30日开始在受影响地区投放了食品包，而其他政府地面人员则分发了各种救援物资，包括疫苗和塑料布。由于空中交通管制基础设施严重受损，布巴内斯瓦尔机场关闭到11月12日，减少了救援行动。在飓风中存留下来的学校被重新用作流离失所者的临时避难所。由于大量动物尸体印度政府为每燃烧一具尸体提供 3 美元——高于最低工资。然而，强烈反对导致政府从新德里派]200名贱民，从奥里萨派了500名贱民来执行屠体移除工作。

于11月2日，CIDA向红十字国际联合会捐款150,000加元（203,964 美元），以帮助恢复工作;國際關懷協會)加拿大最终通过加拿大路德会世界救济和care将捐款翻了一番
欧盟委员会通过欧洲共同体人道主义办公室筹集了 200 万欧元（210 万美元），供各种救济组织使用。（DFID）也向援助机构提供了捐助，对基督援助和经济援助协会的初始捐款总额为 330,000 英镑（540,837 美元）。DFID 最初的紧急援助后来增加到 300 万英镑（490 万美元），并在六个月内补充了 2500 万英镑（4090 万美元）的捐款。瑞士人道主义援助部门向在印度开展业务的五个瑞士救援组织拨款 800,000 瑞士法郎（779,666美元）。价值300,000澳元（191,700 美元）的粮食援助由澳大利亚政府提供，并通过世界粮食计划署提供给大约100万人。其他国家通过各自的红十字会与红新月会国际联合会分会提供援助。在美国驻印度大使馆的大使迪克·塞莱斯特 (Dick Celeste) 首次宣布灾难之后，美国国际开发署通过粮食和平计划署和外国灾难援助办公室捐助了 7,482,000 美元，以补充恢复工作。联合国儿童基金会拨款超过100,000美元来帮助满足基本的健康和住所需求，联合国人道主义事务协调厅通过紧急赠款和挪威先前赠款的储备金进行了类似的分配。

风暴过后，有12到14个国际援助机构同时在奥里萨邦开展活动。奥里萨邦政府向各种非政府组织发出呼吁，因为政府的救援物资仅覆盖了 40% 的受灾地区。为应对风暴的破坏，乐施会准备了初步援助计划，包括价值 250,000 英镑（306,665 美元）的应急供水设备和 50,000 份速食。ACT的几位成员为气旋后的救援工作做出了贡献。Lutheran World Relief 为教会的社会行动辅助组织 (CASA) 和美國福音路德教會
分别向印度东北部的紧急项目提供了15,000美元的初始赠款。印度的联合福音路德教会与 CASA 合作运送了价值 700,000 美元的各种救援物资。印度红十字会从加尔各答的区域仓库分发救援物资，初始供应价值为 20,000 瑞士法郎19,491美元）。除了印度红十字会还组建了一个印度和国际联合会联合评估小组来调查损失程度和数目。CARE从 10月初的飓风中延续了其先前存在的救济行动，通过火车将食品供应运送到奥里萨邦受灾严重的地区。红十字会奥里萨邦分会在联合会的帮助下将紧急救援阶段延长为为期三个月的救援行动和为期六个月的康复计划。整个人道主义反应一直持续到 2000年末。Bochasanwasi Akshar Purushottam Swaminarayan Sanstha向Jagatsinghpur 和 Kendrapada 地区受风暴严重影响的91个村庄派遣了援助；在32个村庄建立了医疗营。2000年1月，BAPS 慈善机构“收养”了三个村庄，在贾加辛格布尔重建：恰库利亚、Banipa 和 Potak。共建造了200座混凝土房屋，以及两所混凝土学校和两个村管井。该项目终于在 2002年5月完成，也就是气旋袭击两年半后乐施会同样促进甘贾姆地区的各种恢复项目，包括被指定的部落社区。
气旋造成的径流增加了孟加拉湾的可用营养物质，补充了已经存在的赤道洋流，并导致该地区叶绿素和颗粒有机碳增加。

## 參见
- 气旋古努–为阿拉伯海有历录以来最强的热带气旋
- 气旋纳尔吉斯–为全球有记录的致命排名第六的热带气旋，也是北印度洋创下最昂损失的热带气旋
- 气旋费林–一个在与1999年奥里萨邦气旋相同的位置登陆的强大的5级热带气旋
- 气旋赫德赫德–创下最高昂且威力巨大的4级热带气旋，其影响从维沙卡帕特南延伸至尼泊尔
- 1977年安德拉邦气旋–被认为是印度承认的首个超级气旋风暴
- 1970年波拉气旋–为全球有史以来最致命的热带气旋
- 气旋法尼–另一个在20年后同样影响了奥里萨的气旋
- Kathantara–一部基于1999年奥里萨邦飓风的奥迪亚灾难片。